# Кавендиш, Виктор, 9-й герцог Девонширский
Ви́ктор Кри́стиан Уи́льям Ка́вендиш, 9-й герцог Девонширский (англ. Victor Christian William Cavendish, 9th Duke of Devonshire, 31 мая 1868 — 6 мая 1938) — 11-й генерал-губернатор Канады с 1916 по 1921.
Кавендиш принадлежал к богатой аристократической семье. Он получил образование в Итонском колледже и Кембриджском университете. После смерти своего отца в 1891 году занимал несколько государственных постов. К примеру, он унаследовал герцогство своего дяди в 1908 году. Затем получил место в Палате лордов, одновременно став мэром Истборна и Честерфилда. В 1916 году королём Георгом V по рекомендации премьер-министра был назначен генерал-губернатором Канады. Он занимал этот пост вплоть до 1921 года. Его назначение сопровождалось большим количество споров, однако, к концу срока он был похвален английским монархом за хорошее выполнение своих обязанностей.
После ухода с должности представителя королевском семьи в Канаде, он вернулся в политику и дипломатию, работая министром колоний (1922—1924); 6 мая 1938 года умер в свой усадьбе в Дербишире.

## Молодость
Кавендиш родился в Марилебоне (Лондон). Он был старшим сыном лорда Эдварда Кавендиша. У него было несколько двоюродных братьев.
Получил образование в Итонском колледже и 30 мая 1887 поступил в Кембриджский университет.
30 июля 1892 Кавендиш женился на леди Эвелин ФитцМорис, старшей дочери вице-короля Индии и генерал-губернатора Канады. После этого у Кавендиша и Эвелины родилось семеро детей: Эдвард, Маркиз Хартингтон (род. 1895), Мод Луиза Эмма (род. 1896), Леди Дороти (род. 1900), Леди Рейчел (род. 1902), Чарльз Артур Фрэнсис (род. 1905), Леди Энн (род. 1909).

## Государственная служба
В мае 1891 Кавендиш окончил Кембридж; его отец являлся членом парламента Западного Дербиша. После смерти отца он вступил в гонку за депутатское место и выиграл, став самым молодым членом Британской палаты в то время.
Кавендиш занимал парламентские должности семнадцать лет. С 1900 по 1903 он являлся казначеем сельского хозяйства, 1903—1905 — финансовый секретарь казначейства; 11 декабря 1905 года он был приведён к присяге для вступления в Тайный совет. В 1907 году он был назначен заместителем лейтенанта графства Дербишир.
24 марта 1908 года он унаследовал от дяди титул герцога Девоншира, после чего вступил в Палату лордов. В том же году он был избран мэром Истборна (1909—1910) и с 1911 по 1912 мэром Честерфилда. После войны он стал почётным полковником и комендантом Добровольческого полка Дербишира.

## Генерал-губернатор
8 августа 1916 года было объявлено, что король Георг V по рекомендации премьер-министра Великобритании назначил Девоншира своим представителем в Канаде, то есть генерал-губернатором. Премьер-министр Канады Роберт Борден изначально был предвзят в отношении Девоншира, поскольку король не советовался с ним вопреки давно сложившейся практике, из-за чего Борден посчитал этот акт оскорбительным. Девоншир был приведён к присяге 11 ноября 1916 года в Галифаксе.
В то время в стране были социальные проблемы. В Канаде были активны движений в поддержку избирательных прав женщин и социалистических идей. Действия Девоншира поспособствовали Кризису воинского призыва 1917 года. Девоншир посетил Нова-Скотию для оценки разрушений после взрыва в Галифаксе.
Девоншир проявлял активную гражданскую позицию: он проводил встречи с жителями Канады и разъезжал по всей стране, интересовался проблемами и думал над их решениями. Генерал-губернатор был особенно сосредоточен на развитии сельского хозяйства, и во время своих поездок по городам он принимал активное участие на садоводческих ярмарках, выставках; он обсуждал проблемы сельского хозяйства с фермерами и другими людьми, которые занимаются в данной отрасли. В своих речах он часто говорил о сельскохозяйственном потенциале Канады. В то же время Девоншир ценил искусство: он посещал Национальную галерею Канады и организовывал театральные представления в Ридо-холле. Также он активно занимался спортом, принимал участие в любительских хоккейных играх.
К конце своего срока Девоншир обладал большой популярностью, и все подозрения касательно него отпали. Все, кто во время его пребывания являлись премьер-министрами, высказывались о нём как о друге и просто хорошем человеке. Борден говорил: «Ни один генерал-губернатор так не понимал общественность, как он, поскольку проблемы в обществе касаются не только нашей страны, но и всей Империи».

## Дальнейшая жизнь
По возвращении в Англию Девоншир занимал должность министра колоний (должность в Британском кабинете министров). Он выступал за защиту интересов африканцев.
В 1922 году Георг V назначил его членом комитета по оценке функционирования наградной системы в Соединённом Королевстве. С 1933 года он стал почётным полковником. Девоншир продолжал заниматься сельским хозяйством на своих землях. Он умер в мае 1938 года в своей усадьбе Чатсуорт-хаус.

## Титулы и награды

### Титулы
- 8 сентября 1881 — 11 декабря 1905: Виктор Кавендиш, Эсквайр
- 11 декабря 1905 — 24 марта 1908: Достопочтенный Виктор Кавендиш
- 24 марта 1908 — 11 ноября 1916: Его Светлость герцог Девонширский
- 11 ноября 1916 — 19 сентября 1918: Его Светлость герцог Девонширский, генерал-губернатор, Главнокомандующий Ополчения и военно-морскими силами Канады
- 19 сентября 1918 — 2 августа 1921: Его Светлость герцог Девонширский, генерал-губернатор и Главнокомандующий Ополчения, военно-морскими и военно-воздушными силами Канады
- 2 августа 1921 — 6 мая 1938: Его Светлость герцог Девонширский

### Награды
| Наградная лента | Наградная лента | Наградная лента | Наградная лента |
| --------------- | --------------- | --------------- | --------------- |
|                 |                 |                 |                 |
|                 |                 |                 |                 |

#### Медали
- 1902: Коронационная медаль Георга VII
- 1911: Коронационная медаль Георга V
- 1935: Серебряная юбилейная медаль Георга V
- 1937: Коронационная медаль Георга VI
- 1923: Территориальная медаль[16]